# Вирица
Вирица (Верегинка) — река в России, протекает по Бежецкому району Тверской области.
Устье реки находится в 311 км по левому берегу реки Мологи. Длина реки составляет 24 км, площадь водосборного бассейна — 154 км².

## Данные водного реестра
По данным государственного водного реестра России относится к Верхневолжскому бассейновому округу, водохозяйственный участок реки — Молога от истока и до устья, речной подбассейн реки — Реки бассейна Рыбинского водохранилища. Речной бассейн реки — (Верхняя) Волга до Куйбышевского водохранилища (без бассейна Оки).
Код объекта в государственном водном реестре — 08010200112110000005774.